# 南投翁戎螺
南投翁戎螺（学名：Mikadotrochus nantoensis），是一種已滅絕的翁戎螺。由業餘考古學研究者潘常武發現，化石在南投縣中寮鄉大坑中新世南港層出土。該種與潘常武翁戎螺、秀英翁戎螺一同由地質學家林朝棨在貝類學報上發表。

## 外部連接
- 南投翁戎螺模式標本 （页面存档备份，存于） - 數位典藏與數位學習聯合目錄